# ناديا كولهادو
ناديا كولهادو (بالبرتغالية: Nádia Gomes Colhado‏) مواليد 25 فبراير 1989 في بارانا، البرازيل، هي لاعبة كرة سلة برازيلية. بدأت مسيرتها الاحترافية في سنة 2007. تلعب مع إنديانا فيفر في دوري الاتحاد الوطني لكرة السلة النسائية كلاعب وسط. يبلغ طولها 6 قدم 4 بوصة (1.9 م). مثلت منتخب بلادها. شاركت في دورة الألعاب الأولمبية الصيفية سنة 2012. حققت المركز الأول في بطولة أمم الأمريكتين لكرة السلة 2011 .

## المسيرة الاحترافية
لعبت مع نادي سبورت ريسيفه في موسم 2013–2014، ثم لعبت مع أتلانتا دريم في موسم 2014–2015، ثم لعبت مع إنديانا فيفر في سنة 2017.

## سجل المنافسة
شاركت في المنافسات التالية:
- الألعاب الأولمبية الصيفية 2012
- الألعاب الأولمبية الصيفية 2016
- كأس العالم لكرة السلة للسيدات 2014

## الميداليات
| الميدالية | المسابقة                             |
| --------- | ------------------------------------ |
| ذهبية     | بطولة أمم الأمريكتين لكرة السلة 2011 |

## روابط خارجية
- ناديا كولهادو على موقع الاتحاد الدولي لكرة السلة (الإنجليزية)
- ناديا كولهادو على موقع الاتحاد الوطني لكرة السلة النسائية (الإنجليزية)
- ناديا كولهادو على موقع كرة السلة الأوروبية.كوم (الإنجليزية)
- ناديا كولهادو على موقع بروبوليرز (الإنجليزية)
- ناديا كولهادو على موقع سبورتس رفرنس (الإنجليزية)
- ناديا كولهادو على موقع سبورتس رفرنس (الإنجليزية)
- ناديا كولهادو على موقع اللجنة الأولمبية الدولية (الإنجليزية)
- ناديا كولهادو على موقع أوليمبيديا (الإنجليزية)
- ناديا كولهادو على موقع اللجنة الأولمبية البرازيلية (البرتغالية)